# Chrysobothris woodgatei
Chrysobothris woodgatei är en skalbaggsart som beskrevs av Champlain och Knull 1922. Chrysobothris woodgatei ingår i släktet Chrysobothris och familjen praktbaggar. Inga underarter finns listade i Catalogue of Life.